# Gieorgij Morozow
Gieorgij Morozow (ur. 7 stycznia 1867 r. w Petersburgu, zm. w 1920) – rosyjski naukowiec, ekolog i leśnik. Jego matką była Polka. Ukończył 2 Aleksandrowski Korpus Kadetów oraz Pawłowską Szkołę Wojskową. Następnie wstąpił do Petersburskiego Instytutu Leśnego, który ukończył w 1893 r.
Opublikował 315 prac naukowych z zakresu nauki o lesie. Stworzył podstawy dla rozwoju typologii leśnej.  Za podstawę wydzielania typów lasów przyjmował warunki siedliskowe i skład drzewostanu, wychodząc z założenia, że określonym warunkom siedliskowym na danym obszarze geograficznym odpowiada pewien charakterystyczny typ drzewostanu. W 1920 r. napisał podręcznik "Osnowanija uczenija o lesie" wielokrotnie później wznawiany. W języku polskim ukazała się w 1953 r. pozycja pt. "Nauka o lesie" ("Uczenije o lesie").